# Peperomia rozesłana
Peperomia rozesłana (Peperomia serpens (Sw.) Loudon) – gatunek rośliny z rodziny pieprzowatych. Pochodzi z Ameryki Południowej i Środkowej. Jest dość często uprawiany jako roślina ozdobna.

## Morfologia
Bylina o wspinających się pędach, które osiągają długość ponad 60 cm. Liście jasnozielone, sercowate, błyszczące, mięsiste o długości około 8 cm i podobnej szerokości, wyrastające na czerwonawych ogonkach liściowych o długości około 3,5 cm. Kwiaty, zielone, niepozorne, zebrane w długi kłos.